# Новенькая (телесериал)
«Но́венькая» (англ. New Girl) — американский комедийный телесериал об отношениях между мужчинами и женщинами. Премьера состоялась 20 сентября 2011 года на канале Fox. Сериал и актерская группа номинировались на ряд премий, в том числе — «Золотой глобус», Прайм-тайм премию «Эмми» и «Выбор телевизионных критиков».
14 мая 2017 года сериал был продлён на финальный сезон из восьми эпизодов, премьера которого состоялась 10 апреля 2018 года. Финальная серия 7 сезона вышла 15 мая 2018 года.

## Синопсис
Сериал рассказывает о Джесс (Зоуи Дешанель), очаровательной и странной девушке, которая после тяжелого разрыва с молодым человеком переезжает в квартиру к трём одиноким парням.

## Основные персонажи
- Джессика Кристофер Дэй (Зоуи Дешанель) — «новенькая», переезжающая после разрыва с молодым человеком в квартиру к трём парням, которую она нашла по объявлению. Работает в школе учительницей, обожает свою работу. Смотрит на мир через розовые очки. Имеет привычку постоянно напевать.
- Николас Миллер (Джейк Джонсон) — один из соседей Джесс по квартире.[9] Нику недавно стукнуло 30 лет, учился на юриста, но бросил учёбу после 3 курса, в данный момент работает барменом и недавно пережил тяжелый разрыв. Родился и вырос в Чикаго.
- Уинстон Сэнт-Мария Шмидт (Макс Гринфилд) — один из соседей Джесс. Типичный дамский угодник, еврей. Работает в крупной компании, в которой он единственный мужчина в коллективе. Был очень полным, но похудел. Ненавидит грязь и мусор. Не использует своё имя по соглашению с Уинстоном Бишопом
- Уинстон ЛеАмбре Бишоп (Ламорн Моррис) — один из соседей Джесс по квартире, который долго играл в баскетбол в Латвии, что дало Джесс шанс заселиться в квартиру. Возвращается во второй серии первого сезона. Друг детства Ника. Во всем хочет быть первым, постоянно устраивает несмешные и непонятные розыгрыши.
- Сесилия Парех (Ханна Симон) — лучшая подруга Джесс со школы. Профессиональная модель. По происхождению — индианка.
- Эрни «Коуч/Тренер» (Дэймон Уайанс мл.) — он, Ник, Шмидт и Уинстон были первоначальными четырьмя соседями по квартире. Во второй серии первого сезона Уинстон возвращается из Латвии, а Коуч переезжает. В третьем сезоне он возвращается после расставания со своей девушкой, а с четвёртого сезона приезжает насовсем. Работает учителем физкультуры вместе с Джесс.

## Список эпизодов
| Сезон | Серии | Серии | Даты показа      | Даты показа     | Ранг | Зрители США (миллионы) |
| Сезон | Серии | Серии | Первая серия     | Последняя серия | Ранг | Зрители США (миллионы) |
| ----- | ----- | ----- | ---------------- | --------------- | ---- | ---------------------- |
| 1     | 24    | 24    | 20 сентября 2011 | 8 мая 2012      | 61   | 8,22                   |
| 2     | 25    | 25    | 25 сентября 2012 | 14 мая 2013     | 77   | 5,85                   |
| 3     | 23    | 23    | 17 сентября 2013 | 6 мая 2014      | 103  | 4,61                   |
| 4     | 22    | 22    | 16 сентября 2014 | 5 мая 2015      | 138  | 3,42                   |
| 5     | 22    | 22    | 5 января 2016    | 10 мая 2016     | 125  | 3,69                   |
| 6     | 22    | 22    | 20 сентября 2016 | 4 апреля 2017   | 133  | 2,93                   |
| 7     | 8     | 8     | 10 апреля 2018   | 15 мая 2018     | 171  | 2,18                   |

## История создания
Сериал был создан, спродюсирован и написан Элизабет Меривезер для Chermin Entertainment и Fox Television Studios. Рабочим названием сериала было «Chicks and Dicks», однако по мере работы над сценарием акцент сместился от темы секса к социальным отношениям, что привело к изменению названия на «Новенькая».
По словам Зоуи Дешанель, роль Джесс не создавалась специально под неё. Однако, когда ей предложили эту роль, она согласилась без колебаний, поскольку ей нравится работать в команде, и Джесс — это тот персонаж, которого она готова играть вечно.
В пилотном выпуске сериала одним из жильцов квартиры был Коуч в исполнении Дэймона Уэйанса мл.. Отъезд Коуча во второй серии первого сезона произошел из-за постоянной роли Уайанса в ситкоме телеканала ABC «Счастливый конец». Героя было решено убрать из сериала. В 3 сезоне герой Уэйанса вернулся в сериал и оставался одним из главных героев до конца 4 сезона. Впоследствии он появился в нескольких эпизодах.
25 сентября 2012 года Fox начал показ второго сезона сериала.

## Рейтинги
Пилотная серия обошла всех своих конкурентов по таймслоту и собрала 10,3 миллиона зрителей. Рейтинг в категории 18-49 составил 4.8/12.

## Награды
За время существования сериал и его актёрский состав неоднократно номинировался на премии «Выбор народа», «Выбор телевизионных критиков», «Прайм-тайм премию „Эмми“», «Золотой глобус» и другие. Кроме того, Зоуи Дешанель стала обладателем премий «Выбор телевизионных критиков» и «TV Guide Award» за роль Джесс.
| Год  | Награда                                   | категория                                                        | Номинант                                             | Результат |
| ---- | ----------------------------------------- | ---------------------------------------------------------------- | ---------------------------------------------------- | --------- |
| 2011 | Спутник                                   | Лучшая женская роль в телевизионном сериале — комедия или мюзикл | Зоуи Дешанель                                        | Номинация |
| 2012 | Выбор народа                              | Избранная новая телевизионная комедия                            | Избранная новая телевизионная комедия                | Номинация |
| 2012 | Золотой глобус                            | Лучший телевизионный сериал — комедия или мюзикл                 | Лучший телевизионный сериал — комедия или мюзикл     | Номинация |
| 2012 | Золотой глобус                            | Лучшая женская роль в телевизионном сериале — комедия или мюзикл | Зоуи Дешанель                                        | Номинация |
| 2012 | ADG Excellence in Production Design Award | Серия получасовых телесериалов, снятых одной камерой             | Серия получасовых телесериалов, снятых одной камерой | Номинация |
| 2012 | Премия Гильдии сценаристов США            | Лучший новый сериал                                              | Лучший новый сериал                                  | Номинация |
| 2012 | Молодой актёр                             | Лучшее появление в телесериале — появление молодой актрисы       | Лорен Оунс                                           | Номинация |
| 2012 | TV Guide Award                            | Избранная актриса                                                | Зоуи Дешанель                                        | Победа    |
| 2012 | Выбор телевизионных критиков              | Лучший комедийный сериал                                         | Лучший комедийный сериал                             | Номинация |
| 2012 | Выбор телевизионных критиков              | Лучшая актриса комедийного сериала                               | Зоуи Дешанель                                        | Победа    |
| 2012 | Выбор телевизионных критиков              | Лучший актёр второго плана в комедийном сериале                  | Макс Гринфилд                                        | Номинация |
| 2012 | Выбор телевизионных критиков              | Лучшая гостевая роль в комедийном сериале                        | Джастин Лонг                                         | Номинация |
| 2012 | Teen Choice Award                         | Телевизионный сериал: комедия                                    | Телевизионный сериал: комедия                        | Номинация |
| 2012 | Teen Choice Award                         | Телеведионная актриса: комедия                                   | Зоуи Дешанель                                        | Номинация |
| 2012 | Teen Choice Award                         | Прорыв                                                           | Прорыв                                               | Номинация |
| 2012 | Teen Choice Award                         | Прорыв на телевидении — мужчина                                  | Джейк Джонсон                                        | Номинация |
| 2012 | Teen Choice Award                         | Прорыв на телевидении — мужчина                                  | Ламорн Моррис                                        | Номинация |
| 2012 | Teen Choice Award                         | Прорыв на телевидении — женщина                                  | Ханна Симон                                          | Победа    |
| 2012 | Teen Choice Award                         | Телевизионный актёр — мужчина                                    | Макс Гринфилд                                        | Номинация |
| 2012 | Ассоциация телевизионных критиков         | Выдающаяся новая программа                                       | Выдающаяся новая программа                           | Номинация |
| 2012 | Прайм-тайм премия «Эмми»                  | Лучшая актриса в комедийном сериале                              | Зоуи Дешанель                                        | Номинация |
| 2012 | Прайм-тайм премия «Эмми»                  | Лучший актёр второго плана в комедийном телесериале              | Макс Гринфилд                                        | Номинация |
| 2012 | Прайм-тайм премия «Эмми»                  | Лучшая режиссура в комедийном сериале                            | Джейк Касдан (Пилотный эпизод)                       | Номинация |
| 2012 | Прайм-тайм премия «Эмми»                  | Лучший кастинг в телесериале                                     | Лучший кастинг в телесериале                         | Номинация |
| 2012 | Прайм-тайм премия «Эмми»                  | Лучший дизайн титров                                             | Лучший дизайн титров                                 | Номинация |
| 2013 | Выбор народа                              | Избранная комедия кабельного канала                              | Избранная комедия кабельного канала                  | Номинация |
| 2013 | Выбор народа                              | Избранная телевизионная актриса                                  | Зоуи Дешанель                                        | Номинация |
| 2013 | Золотой глобус                            | Лучшая женская роль в телевизионном сериале — комедия или мюзикл | Зоуи Дешанель                                        | Номинация |
| 2013 | Золотой глобус                            | Лучший актёр второго плана в сериале, мини-сериале, телефильме   | Макс Гринфилд                                        | Номинация |